# The Dangerfields
I The Dangerfields sono un trio rock 'n' roll di Belfast, Irlanda del Nord, formato nel 2000. Sono cresciuti seguendo l'etica DIY.

## Formazione
- Andrew Griswold - voce e batteria (2000-oggi)
- Jasper "Guitar" Vincent - chitarra (2007-oggi)
- Jamie 'Woohoo' Delerict - basso e voce secondaria (2007-oggi)

### Componenti passati
- Adam "The Beast" Sims - chitarra (2002, 2003, 2004, 2006-2007, 2008) (ora con Numskull)
- Wasp Boy (Ian Pearce) - basso/voce (2000, 2001, 2002, 2003, 2004, 2005, 2006, 2008) (ora con Beef Central)
- Ciarán Tracey - basso (2006) (ora con The Winding Stair)
- Mark Numskull - basso (2006) (ora con Numskull)
- Ben Dür (Ben Harwood) - basso (2002, 2005-2006) (ora con Zombina and The Skeletones)
- Sib (James McAuley) - basso (2006) (ora con Steer Clear)
- Dan Bastard (Dan Kennedy) - chitarra/basso (2003-2006) (ora con The Lobotomies)
- Mully Mugshot (Sean McMullan) - chitarra/basso (2003, 2004, 2005)
- Diamond Dave (Dave Snowdon) - basso (2004-2005)
- London Lee (Lee McDaid) - chitarra/basso (2003, 2004, 2005) (ora con sub60)
- Craig "Jawbreaker" Hayworth - basso (2004) (ora con The Restless Natives)
- Saz (Sarah Wright) - basso (2004)
- Wee Gay Bryan (Bryan McGarvey) - basso (2004) (ora con The Black Rat Death Squad)
- Treeslug (Ryan Holmes) - basso (2004) (ora con A Red Letter Day)
- Goatboy (Johnny Reid) - basso/chitarra (2001, 2002, 2003) (ora con The Plan For Tonight)
- Catface (Caitlin Palmer) - basso (2003) (ora con Lando!)
- Liam Evangelist (Liam Gorry) - basso (2003) (ora con The Evangelists)
- Luke Nukem (Luke Graham) - chitarra (2003) (ora con Gama Bomb)
- Graeme Insect (Graeme Wylie) - chitarra/basso (2002, 2003)
- The Steve Jones - chitarra (2000-2001, 2002, 2003)
- Baron (Aaron McCoy) - basso (2000-2001, 2003)
- Horny Seany - chitarra/basso (2001, 2002, 2003) (ora con Depth Charge, Jilted Generation,  Police Bastard and Sensa Yuma)
- Kevy Canavan - chitarra (2002) (ex Gama Bomb)
- Trues (Simon Truesdale) - chitarra/basso (2001, 2002) (ex Runnin' Riot)
- Jar (Justin Egli) - chitarra (2001, 2002)
- Roxy Michaels - chitarra (2002) (ex Marky Ramone and the Intruders, The Undead, Texas Terri Bomb!; morto il 24 novembre 2005)
- Steve Riot (Steven Anderson) - basso (2002) (ex Runnin' Riot; ora con We Are Knives)
- Cormak (Cormac Bennett) - voce (2000-2002) (ora con Complan)
- Graham Rainey - chitarra (2001)
- Jane Strain (Jane Chalmers) - basso (2001) (ora con The Amphetameanies)
- Nicci Seven - chitarra (2000)
- Gerry Nearly (Gerry Ferran) - chitarra (2000)
- Doc Party (Ciaran Lidster) - voce (2000)
- Simon - voce (2000)
- Punk J (Mark Johnston) - voce (2000)

## Discografia

### Album di studio
- In The Night (atteso nel 2008)
- Born to Rock (2005)

### EP
- Hellride (2004)
- No Respect 'Til Belfast (2003)
- Wasted (2002)
- Glitter Song (2002)

### Demo
- Dirty Wee Demo (2000)